# Кубок вызова ЕКВ среди женщин 2010/2011
4-й розыгрыш Кубка вызова ЕКВ среди женщин (39-й с учётом Кубка обладателей кубков и Кубка топ-команд) проходил с 9 октября 2010 по 3 апреля 2011 года. Со старта турнира в нём принимали участие 37 клубных команд из 25 стран-членов Европейской конфедерации волейбола. С 3-го круга к соревнованиям подключились ещё 16 команд, выбывших из 1/16 финала розыгрыша Кубка ЕКВ. Победителем стала азербайджанская команда «Азеррейл» (Баку).

## Команды-участницы (с 1-го и 2-го раундов)
| Страна               | Команда                           |
| -------------------- | --------------------------------- |
| Австрия              | «Шпаркассе» (Хартберг)            |
| Австрия              | «Шпаркассе-Вилдкатс» (Клагенфурт) |
| Азербайджан          | «Азеррейл» (Баку)                 |
| Азербайджан          | «Игтисадчи» (Баку)                |
| Азербайджан          | «Локомотив» (Баку)                |
| Беларусь             | «Коммунальник» (Могилёв)          |
| Бельгия              | «Гент» (Гент)                     |
| Бельгия              | «Дофин» (Шарлеруа)                |
| Болгария             | «Марица» (Пловдив)                |
| Болгария             | ЦСКА (София)                      |
| Босния и Герцеговина | «Кула-Градачац» (Градачац)        |
| Германия             | «Висбаден» (Висбаден)             |
| Германия             | «Шверинер» (Шверин)               |
| Греция               | «Ираклис» (Салоники)              |
| Греция               | «Маркопуло» (Маркопулон)          |
| Испания              | «Пальма» (Пальма)                 |
| Кипр                 | «Аполлон» (Лимасол)               |
| Кипр                 | АЭЛ (Лимасол)                     |
| Мальта               | «Паола Хибернианс» (Паола)        |
| Нидерланды           | «Слидрехт Спорт» (Слидрехт)       |
| Нидерланды           | ТВК (Амстелвен)                   |
| Норвегия             | УиС (Ставангер)                   |
| Португалия           | «Кайруш» (Понта-Делгада)          |
| Россия               | «Омичка» (Омск)                   |
| Румыния              | «Университатя» (Крайова)          |
| Сербия               | «Динамо-Азотара» (Панчево)        |
| Словакия             | «Допрастав» (Братислава)          |
| Словакия             | «Сеница» (Сеница)                 |
| Словакия             | «Славия» (Братислава)             |
| Словения             | «Нова-КБМ-Браник» (Марибор)       |
| Украина              | «Химик» (Южное)                   |
| Франция              | «Эврё» (Эврё)                     |
| Хорватия             | «Риека» (Риека)                   |
| Черногория           | «Галеб» (Бар)                     |
| Швейцария            | «Канти» (Шаффхаузен)              |
| Швейцария            | «Пфеффинген» (Пфеффинген)         |
| Швеция               | «Энгельхольм» (Энгельхольм)       |

## Система проведения розыгрыша
С первых двух раундов в розыгрыше участвуют 37 команд. Во всех стадиях турнира применяется система плей-офф, то есть команды делятся на пары и проводят между собой по два матча с разъездами. Победителем пары выходит команда, одержавшая две победы. В случае равенства побед вне зависимости от соотношения партий по сумме двух матчей назначается дополнительный сет (до 15 очков), победивший в котором выходит в следующую стадию розыгрыша.
После 2-го раунда со стадии 1/16 финала к 16 оставшимся клубам присоединяются 16 команд, выбывших из 1/16 финала Кубка ЕКВ.

## 1-й раунд
октябрь 2010
 «Допрастав» (Братислава) —  УиС (Ставангер)
10 октября. 3:0 (25:20, 25:16, 25:20).
16 октября. 3:1 (25:20, 25:17, 23:25, 25:18).
 «Галеб» (Бар) —  «Сеница»
9 октября. 2:3 (25:18, 25:20, 16:25, 16:25, 11:15).
10 октября. 0:3 (17:25, 25:27, 18:25). Оба матча прошли в Баре.
 «Игтисадчи» (Баку) —  «Кула-Градачац» (Градачац)
16 октября. 3:0 (25:16, 25:19, 25:8).
17 октября. 3:0 (25:19, 25:16, 25:12). Оба матча прошли в Баку.
 «Марица» (Пловдив) —  «Аполлон» (Лимасол)
9 октября. 1:3 (25:22, 21:25, 23:25, 23:25).
17 октября. 1:3 (22:25, 19:25, 28:26, 22:25).
 «Паола Хибернианс» (Паола) —  «Азеррейл» (Баку)
10 октября. 0:3 (7:25, 6:25, 10:25).
17 октября. 0:3 (9:25, 14:25, 12:25).

## 2-й раунд
декабрь 2010
 «Слидрехт Спорт» (Слидрехт) —  «Шпаркассе» (Хартберг)
8 декабря. 3:0 (25:16, 25:13, 25:16).
15 декабря. 3:0 (25:18, 25:13, 25:16).
 «Пальма» —  «Пфеффинген»
8 декабря. 3:0 (26:24, 25:19, 25:20).
15 декабря. 0:3 (18:25, 19:25, 22:25). «Золотой» сет — 15:8.
 «Риека» —  «Шверинер» (Шверин)
9 декабря. 0:3 (21:25, 23:25, 21:25).
16 декабря. 0:3 (24:26, 20:25, 14:25).
 «Энгельхольм» —  «Нова-КБЬМ-Браник» (Марибор)
8 декабря. 1:3 (17:25, 25:16, 17:25, 27:29).
15 декабря. 1:3 (25:27, 15:25, 25:22, 13:25).
 «Допрастав» (Братислава) —  «Эврё»
9 декабря. 0:3 (17:25, 16:25, 23:25).
15 декабря. 0:3 (17:25, 23:25, 16:25).
 «Дофин» (Шарлеруа) —  «Кайруш» (Понта-Делгада)
7 декабря. 3:0 (25:15, 25:19, 25:12).
14 декабря. 3:1 (25:11, 18:25, 25:20, 25:17).
 АЭЛ (Лимасол) —  ЦСКА (София)
7 декабря. 2:3 (26:24, 25:20, 15:25, 16:25, 12:15).
14 декабря. 0:3 (23:25, 19:25, 23:25).
 «Канти» (Шаффхаузен) —  «Сеница»
8 декабря. 3:1 (20:25, 25:17, 25:17, 25:15).
15 декабря. 3:1 (27:25, 24:26, 25:12, 27:25).
 «Игтисадчи» (Баку) —  «Шпаркассе-Вилдкатс» (Клагенфурт)
8 декабря. 3:0 (25:10, 25:4, 25:11).
15 декабря. 3:0 (25:9, 25:19, 25:22).
 ТВК (Амстелвен) —  «Гент»
9 декабря. 2:3 (27:29, 25:20, 16:25, 25:19, 5:15).
15 декабря. 1:3 (25:22, 22:25, 20:25, 23:25).
 «Ираклис» (Салоники) —  «Висбаден»
8 декабря. 0:3 (16:25, 14:25, 21:25).
15 декабря. 0:3 (24:26, 17:25, 15:25).
 «Химик» (Южное) —  «Коммунальник» (Могилёв)
7 декабря. 3:0 (25:19, 25:19, 25:21).
15 декабря. 1:3 (25:19, 22:25, 22:25, 14:25). «Золотой» сет — 15:9.
 «Омичка» (Омск) —  «Локомотив» (Баку)
9 декабря. 3:2 (25:22, 20:25, 20:25, 25:21, 15:10).
14 декабря. 0:3 (16:25, 23:25, 24:26). «Золотой» сет — 14:16.
 «Аполлон» (Лимасол) —  «Динамо-Азотара» (Панчево)
7 декабря. 3:2 (25:27, 23:25, 25:18, 25:18, 15:5).
14 декабря. 3:2 (25:17, 15:25, 20:25, 25:22, 15:9).
 «Славия» (Братислава) —  «Университатя» (Крайова)
8 декабря. 3:1 (25:23, 17:25, 25:19, 25:16).
15 декабря. 0:3 (24:26, 18:25, 21:25). «Золотой» сет — 15:8.
 «Азеррейл» (Баку) —  «Маркопуло» (Маркопулон)
9 декабря. 3:0 (25:20, 25:11, 25:14).
15 декабря. 3:0 (25:12, 25:20, 25:15).
К вышедшим по итогам 2-го раунда в 1/16 финала присоединились команды, выбывшие на стадии 1/16 из розыгрыша Кубка ЕКВ 2010/11:
| «Линц-Штег» (Линц) «Тирана» «Минчанка» (Минск) «Астерикс» (Килдрехт) «Олимпиакос» (Пирей) «Анортосис» (Фамагуста) «Верт» «Центросталь» (Быдгощ) | «Уралочка-НТМК» (Свердловская обл.) «Штиинца» (Бакэу) ТЕНТ (Обреновац) «Визура» (Белград) «Виести» (Сало) «Младост» (Загреб) «Кралово Поле» (Брно) |

## 1/16 финала
январь 2011
 «Штиинца» (Бакэу) —  «Эврё»
5 января. 3:0 (25:18, 25:18, 25:12).
12 января. 3:0 (25:23, 25:21, 25:14).
 «Игтисадчи» (Баку) —  ТЕНТ (Обреновац)
12 января. 3:0 (25:15, 25:15, 25:15).
13 января. 3:0 (25:22, 25:16, 25:14). Оба матча прошли в Баку.
 «Кралово Поле» (Брно) —  ЦСКА (София)
6 января. 3:0 (25:16, 25:19, 25:13).
11 января. 3:2 (19:25, 25:22, 25:14, 23:25, 15:12).
 «Минчанка» (Минск) —  «Дофин» (Шарлеруа)
5 января. 0:3 (24:26, 15:25, 23:25).
12 января. 1:3 (21:25, 23:25, 25:17, 23:25).
 «Линц-Штег» (Линц) —  «Локомотив» (Баку)
4 января. 0:3 (15:25, 11:25, 18:25).
12 января. 0:3 (8:25, 9:25, 12:25).
 «Аполлон» (Лимасол) —  «Центросталь» (Быдгощ)
Отказ «Центростали».
 «Визура» (Белград) —  «Гент»
5 января. 3:2 (27:29, 25:17, 26:24, 22:25, 15:9).
12 января. 0:3 (17:25, 24:26, 15:25). «Золотой» сет — 11:15.
 «Шверинер» (Шверин) свободен от игр.
 «Анортосис» (Фамагуста) —  «Канти» (Шаффхаузен)
4 января. 0:3 (21:25, 16:25, 28:30).
12 января. 0:3 (17:25, 22:25, 12:25).
 «Виести» (Сало) —  «Слидрехт Спорт» (Слидрехт)
5 января. 3:0 (25:15, 25:23, 27:25).
12 января. 1:3 (23:25, 22:25, 25:11, 11:25). «Золотой» сет — 15:8.
 «Верт» —  «Химик» (Южное)
6 января. 3:0 (25:23, 25:22, 25:20).
11 января. 2:3 (22:25, 25:22, 13:25, 25:20, 11:15). «Золотой» сет — 10:15.
 «Азеррейл» (Баку) —  «Олимпиакос» (Пирей)
12 января. 3:0 (25:7, 25:15, 25:13).
13 января. 3:0 (25:14, 25:11, 25:20). Оба матча прошли в Баку.
 «Тирана» —  «Славия» (Братислава)
6 января. 0:3 (20:25, 22:25, 17:25).
11 января. 1:3 (20:25, 25:19, 18:25, 24:26).
 «Младост» (Загреб) —  «Пальма»
6 января. 2:3 (25:20, 25:19, 12:25, 19:25, 7:15).
12 января. 0:3 (20:25, 19:25, 15:25).
 «Астерикс» (Килдрехт) —  «Висбаден»
6 января. 3:1 (19:25, 25:17, 25:18, 26:24).
12 января. 3:1 (25:20, 26:24, 14:25, 25:20).
 «Уралочка-НТМК» (Свердловская обл.) —  «Нова-КБМ-Браник» (Марибор)
6 января. 3:0 (25:15, 25:14, 25:8).
12 января. 3:1 (23:25, 25:21, 25:15, 25:21).

## 1/8 финала
февраль 2011
 «Штиинца» (Бакэу) —  «Игтисадчи» (Баку)
2 февраля. 0:3 (22:25, 23:25, 17:25).
8 февраля. 1:3 (17:25, 24:26, 25:23, 10:25).
 «Кралово Поле» (Брно) —  «Дофин» (Шарлеруа)
1 февраля. 1:3 (25:27, 13:25, 25:22, 22:25).
8 февраля. 3:2 (17:25, 25:21, 25:11, 18:25, 15:9). «Золотой» сет — 15:9.
 «Локомотив» (Баку) —  «Аполлон» (Лимасол)
1 февраля. 3:0 (25:19, 25:15, 25:18).
8 февраля. 3:0 (25:19, 25:23, 25:19).
 «Гент» —  «Шверинер» (Шверин)
2 февраля. 0:3 (21:25, 22:25, 17:25).
9 февраля. 1:3 (18:25, 25:23, 22:25, 22:25).
 «Канти» (Шаффхаузен) —  «Виести» (Сало)
2 февраля. 3:0 (25:23, 25:17, 25:22).
10 февраля. 0:3 (16:25, 10:25, 12:25). «Золотой» сет — 8:15.
 «Химик» (Южное) —  «Азеррейл» (Баку)
1 февраля. 0:3 (14:25, 18:25, 13:25).
8 февраля. 0:3 (15:25, 14:25, 18:25).
 «Славия» (Братислава) —  «Пальма»
1 февраля. 3:2 (26:24, 23:25, 25:23, 15:25, 19:17).
9 февраля. 0:3 (20:25, 18:25, 22:25). «Золотой» сет — 8:15.
 «Астерикс» (Килдрехт) —  «Уралочка-НТМК» (Свердловская обл.)
3 февраля. 3:2 (22:25, 20:25, 25:21, 25:22, 15:7).
9 февраля. 0:3 (19:25, 7:25, 12:25). «Золотой» сет — 11:15.

## Четвертьфинал
февраль—март 2011
 «Игтисадчи» (Баку) —  «Кралово Поле» (Брно)
23 февраля. 3:0 (25:20, 25:19, 25:17).
2 марта. 3:2 (23:25, 19:25, 25:14, 25:22, 15:10).
 «Локомотив» (Баку) —  «Шверинер» (Шверин)
22 февраля. 3:0 (25:23, 25:19, 25:16).
1 марта. 3:2 (17:25, 25:23, 16:25, 25:23, 16:14).
 «Виести» (Сало) —  «Азеррейл» (Баку)
23 февраля. 2:3 (25:19, 15:25, 26:24, 14:25, 9:15).
2 марта. 0:3 (20:25, 20:25, 16:25).
 «Пальма» —  «Уралочка-НТМК» (Свердловская обл.)
23 февраля. 0:3 (16:25, 22:25, 20:25).
2 марта. 0:3 (17:25, 6:25, 14:25).

## Полуфинал
март 2011
 «Игтисадчи» (Баку) —  «Локомотив» (Баку)
16 марта. 0:3 (21:25, 20:25, 26:28).
20 марта. 3:2 (23:25, 25:20, 25:22, 14:25, 15:8). «Золотой» сет — 13:15.
 «Азеррейл» (Баку) —  «Уралочка-НТМК» (Свердловская обл.)
15 марта. 3:2 (25:22, 22:25, 25:21, 29:31, 15:13).
19 марта. 3:1 (25:15, 25:21, 23:25, 25:19).

## Финал
«Локомотив» (Баку) —  «Азеррейл» (Баку)
29 марта. 1:3 (25:23, 20:25, 16:25, 22:25).
3 апреля. 1:3 (28:30, 25:22, 13:25, 17:25).

## Итоги

### Положение команд
| «Азеррейл» (Баку)  |
| «Локомотив» (Баку) |

### Призёры
«Азеррейл» (Баку): Нотсара Томком, Элизанжела Перейра де Соуза Паулино, Анелия Тодорова, Наталья Ханикоглу, Дженнифер Тамас, Яна Кулан, Александра Перетятько, Валерия Коротенко, Айнур Иманова, Оксана Пархоменко, Полина Рагимова, Илияна Петкова. Главный тренер — Вугар Алиев.
  «Локомотив» (Баку): Кремена Каменова, Ксения Коваленко, Мария Филипова, Вера Климович, Николь Дэвис, Елена Пархоменко, Кристин Ричардс, Моника Смак, Нэнси Меткэлф, Елена Кельдибекова, Александра Самойлова, Инесса Бирман. Главный тренер — Драгутин Балтич.

### MVP
Лучшим игроком (MVP) финальной серии признана Полина Рагимова («Азеррейл»).